# 北津城遗址
北津城遗址位于湖南省长沙市湘江西岸城北的三汊矶，目前还剩下一段土建古城墙遗址，长约1700米。遗址是湖南省文物保护单位。政府正准备把遗址开发为“北津城遗址公园”。
西汉北津城，记录于《水经注》，为长沙古城周围的重要津渡之一。而根据史学家考证，位于三汊矶的古城遗址并非北津城，因为北津城应该在长沙城西北的湘江东岸。三汊矶的“北津城”很可能是《水经注》中描述的“三石戍”。而地名“三汊矶”很可能是“三石戍”的方言的音误转变而来。